# غازيكا مندييتا

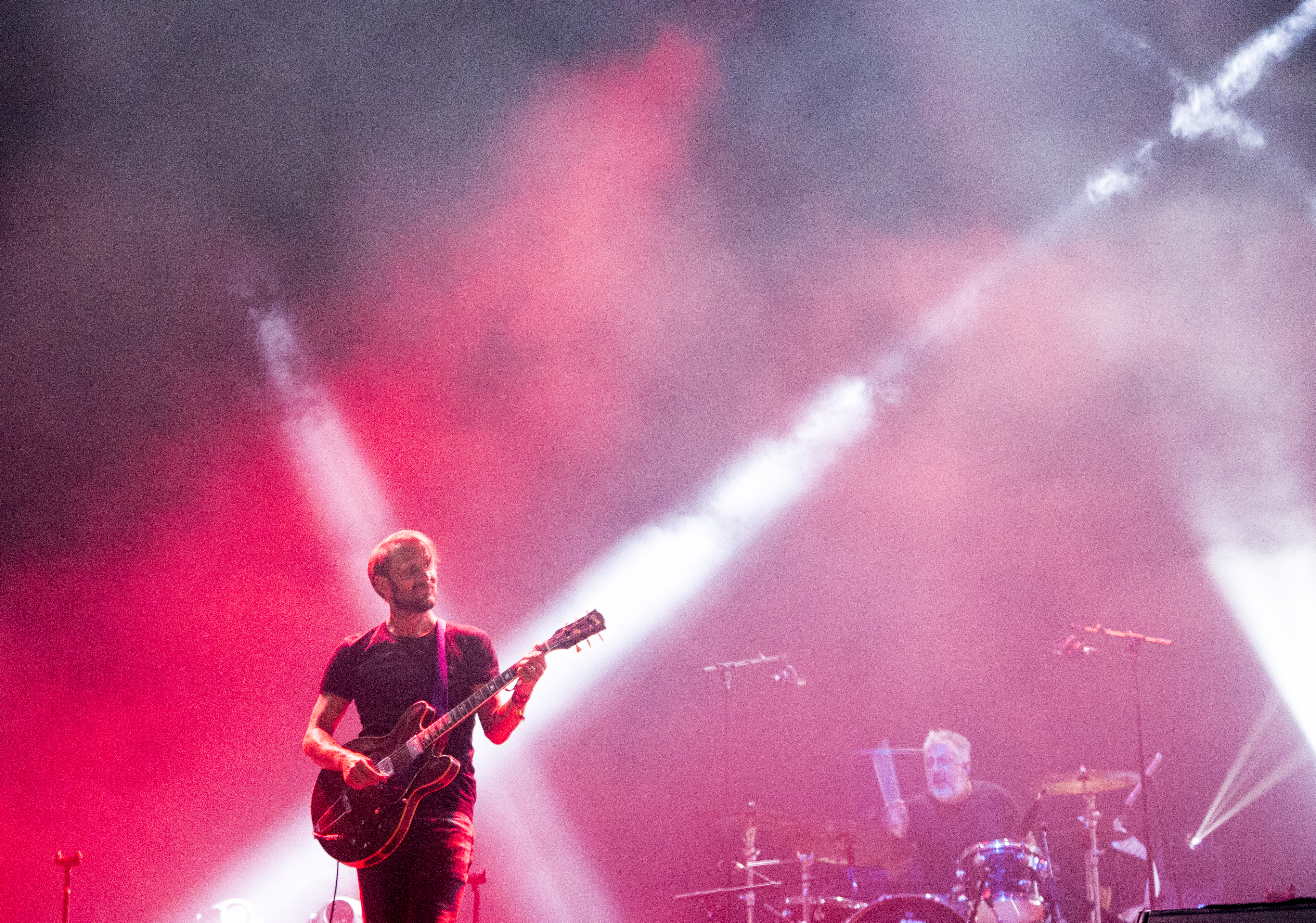

غازيكا مندييتا (بالإسبانية: Gaizka Mendieta)، من مواليد 27 مارس 1974 في بلباو في إسبانيا، لاعب كرة قدم إسباني سابق.
بدأ مسيرته الكروية مع نادي كاستيلون في موسم 1991/1992، وشارك معهم في 16 مباراة، وفي عام 1992 انتقل إلى نادي فالنسيا، ولعب معهم مباراتين، وفي موسم 1992/1993 أنزل إلى فريق رديف نادي فالنسيا، ولعب معهم 31 مباراة وسجل هدفين، وفي موسم 1993/1994 لعب مع نادي فالنسيا، وشارك معهم في 20 مباراة وسجل هدفين، وفي عام 1994 أنزل إلى رديف نادي فالنسيا، ولعب معهم 13 مباراة وسجل هدف واحد، وفي عام 1994 لعب مع نادي فالنسيا، ولعب معهم حتى عام 2001، وشارك معهم في 195 مباراة وسجل 41 هدف، وفي عام 2001 انتقل إلى نادي لاتسيو الإيطالي، ولعب معهم 20 مباراة، وفي موسم 2002/2003 أعير إلى نادي برشلونة، ولعب معهم 33 مباراة وسجل 4 أهداف، وفي موسم 2003/2004 أعير إلى نادي مدلزبرة الإنجليزي، ولعب معهم 31 مباراة وسجل هدفين، وفي عام 2004 أشتراه نادي مدلزبرة الإنجليزي، ولعب معهم حتى اعتزاله عام 2008.
و قد لعب مع منتخب إسبانيا لكرة القدم منذ عام 1999.

## روابط خارجية
- غازيكا مندييتا على موقع الاتحاد الدولي (مؤرشف)  (الإنجليزية)
- غازيكا مندييتا على موقع الاتحاد الأوربي (الإنجليزية)
- غازيكا مندييتا على موقع قاعدة بيانات كرة القدم.إي يو (الإنجليزية)
- غازيكا مندييتا على موقع بيانات كرة القدم. دي إي (الألمانية)
- غازيكا مندييتا على موقع ليكيب (الفرنسية)
- غازيكا مندييتا على موقع ناشيونال فوتبول تيمز (الإنجليزية)
- غازيكا مندييتا على موقع Soccerbase.com (لاعب) (الإنجليزية)
- غازيكا مندييتا على موقع عالم كرة القدم.نت (الإنجليزية)
- غازيكا مندييتا على موقع كووورة
- غازيكا مندييتا على موقع أوليمبيديا (الإنجليزية)